# Carlos Blanco
Carlos Blanco, teljes nevén Carlos Blanco Castañón (Madrid, Spanyolország, 1928. március 5. – 2011. január 3.) mexikói válogatott labdarúgócsatár.

## Pályafutása
A spanyolországi születésű Blanco egyetlen meccset sem játszott szülőhazájában, hanem már eleve Mexikóban ismerkedett meg a futballal. Első klubja a CF Asturias volt, ahonnan két év után továbbállt a Necaxához. Egy rövid kitérő után (egy év a Marte csapatában) még egyszer visszatért a Necaxához, majd Tolucában fejezte be a pályafutását.
A mexikói válogatottal részt vett az 1954-es és az 1958-as vb-n. A nemzeti csapatban hét meccse van.